# 榄壳锥
榄壳锥（学名：Castanopsis boisii）为壳斗科锥属下的一个种。

## 扩展阅读
- 維基物種上的相關：榄壳锥